# Santuario di Santa Maria della Querce
Il santuario di Santa Maria delle Querce è un edificio sacro che si trova nella località omonima a Lucignano.

## Descrizione
Sul luogo, meta di pellegrinaggi connessi al culto di una sacra immagine quattrocentesca, fu eretta nel 1467 una piccola chiesa; nel 1564 fu affidata a Giorgio Vasari la ricostruzione dell'edificio.
L'interno dell'edificio presenta un impianto a tre navate, scandito da colonne con grandi abachi dei capitelli dai quali spiccano gli archi e al di sopra le trabeazioni di ordine dorico. La zona presbiteriale si struttura su un transetto formato da bracci non sporgenti rispetto alle navate laterali, con un profondo coro affiancato da due locali simmetrici.
Lo spazio interno, sulla base dei più aggiornati dettami controriformistici, converge tutto sull'altare maggiore. Fra le tele degli altari, I santi Benedetto, Apollonia e Caterina da Siena di Matteo Rosselli (1625).

## Galleria d'immagini

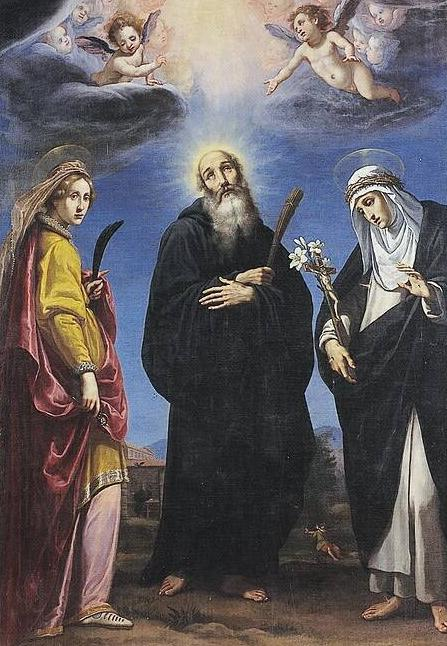
Matteo Rosselli, I santi Benedetto, Apollonia e Caterina da Siena, 1625
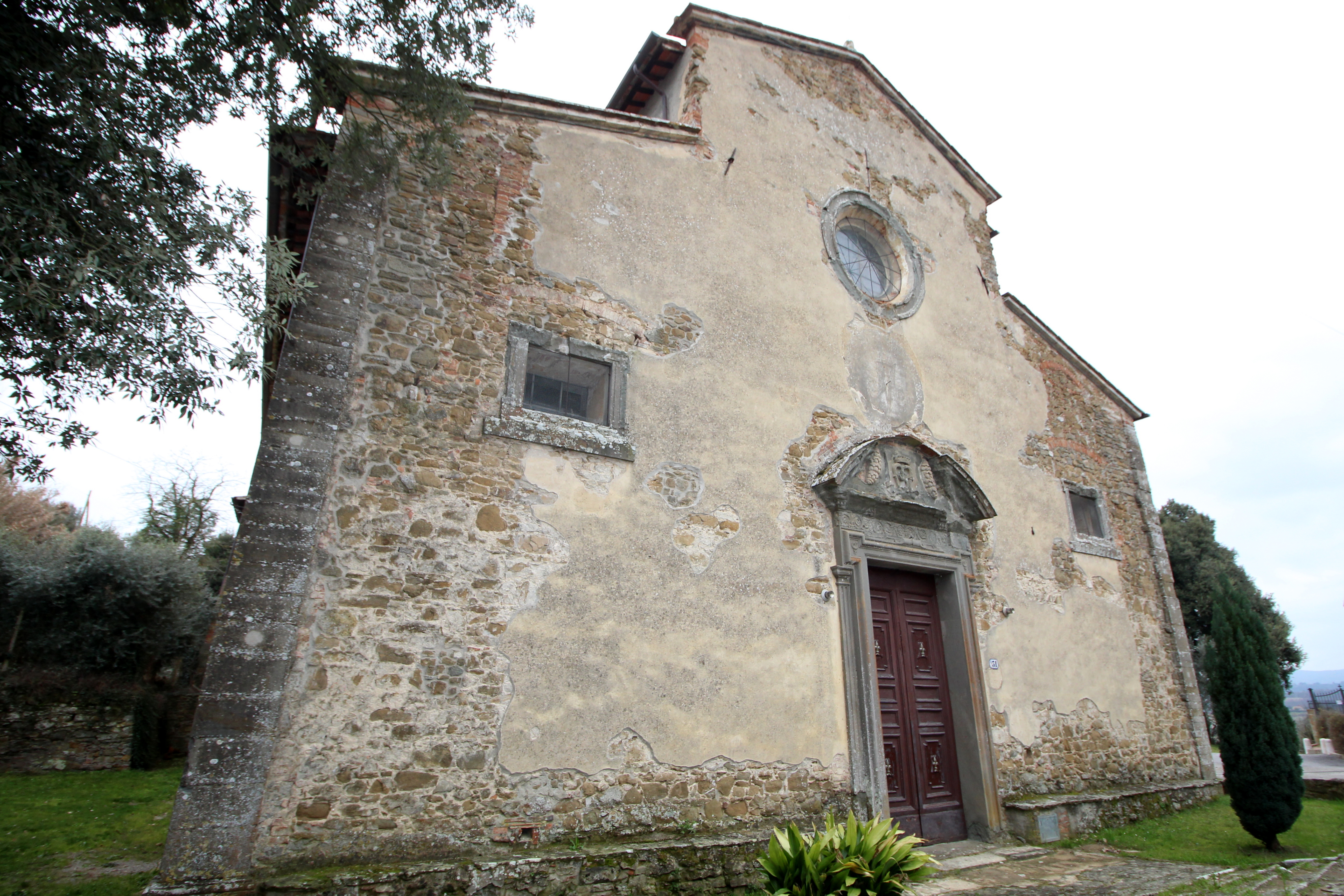
Facciata
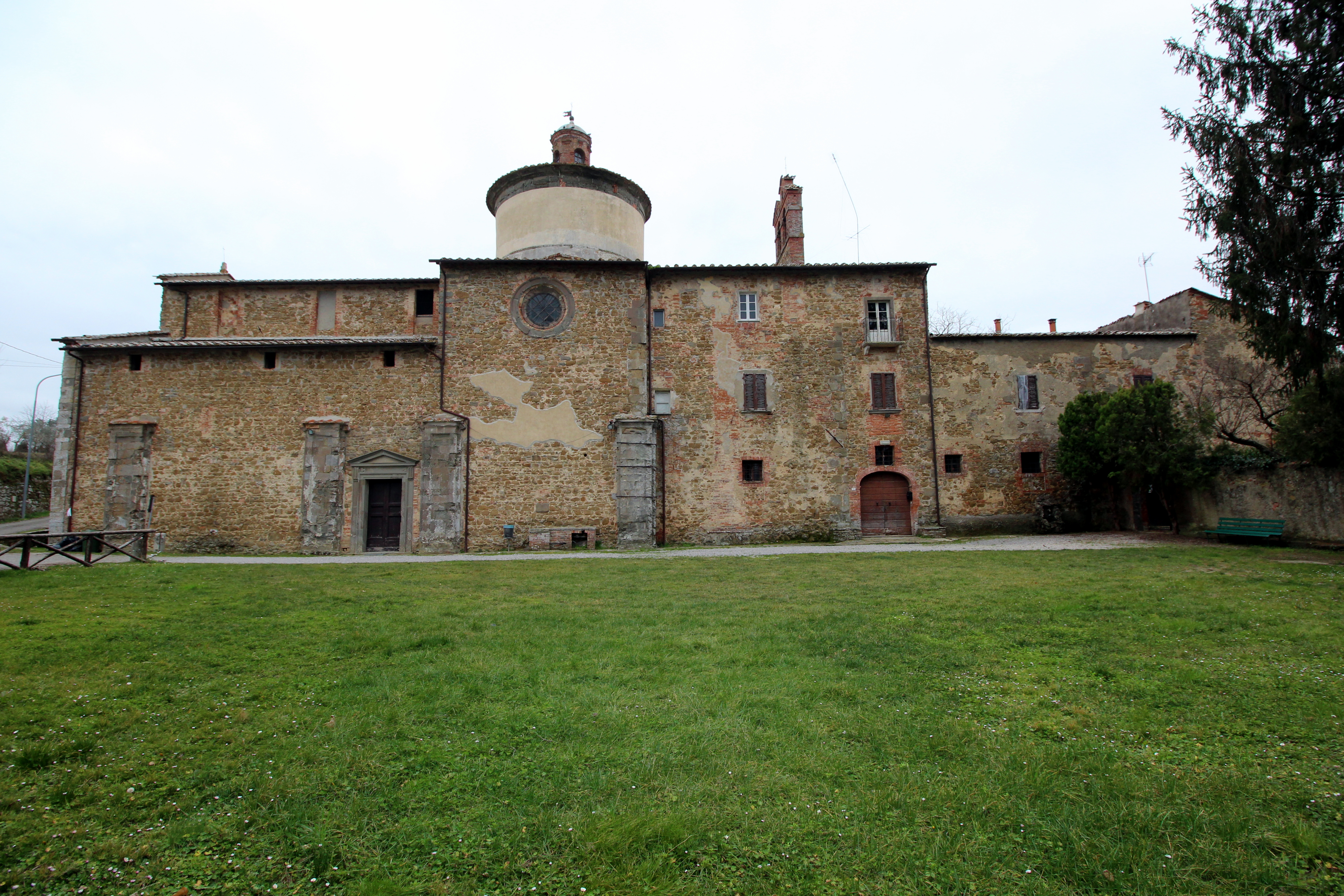
Laterale